# Élections cantonales de 2004 dans l'Essonne
Les élections cantonales dans l’Essonne se sont déroulées les dimanches 21 et 28 mars 2004. Elles avaient pour but d’élire la moitié des conseillers généraux du département français de l’Essonne qui siégeaient au conseil général de l'Essonne pour un mandat de six années.

## Contexte légal
Les élections cantonales de 2004 furent les premières qui virent s’appliquer la recommandation du Conseil supérieur de l’audiovisuel visant à un traitement égal du temps d’antenne de tous les candidats.

## Contexte départemental

### Assemblée départementale sortante

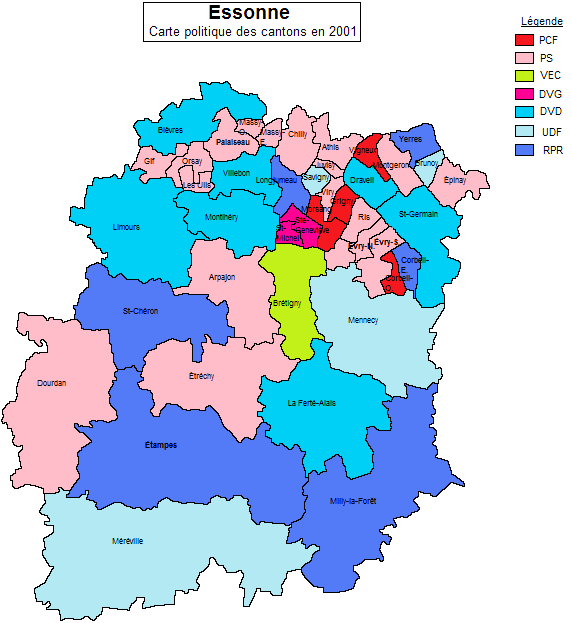
Répartition géographique et politique des conseillers généraux de l’Essonne en 2001.

Avant les élections, le conseil général de l'Essonne était présidé par le socialiste Michel Berson. L’assemblée départementale comptait quarante-deux conseillers généraux issus des quarante-deux cantons de l’Essonne. Vingt-et-un d’entre eux étaient renouvelables lors de ces élections.
| Parti                              | Sigle | Élus |
| ---------------------------------- | ----- | ---- |
| Majorité (25 sièges)               |       |      |
| Parti socialiste                   | PS    | 18   |
| Parti communiste français          | PCF   | 5    |
| Divers gauche                      | DVG   | 2    |
| Europe Écologie Les Verts          | EELV  | 1    |
| Opposition (17 sièges)             |       |      |
| Rassemblement pour la République   | RPR   | 6    |
| Union pour la démocratie française | UDF   | 5    |
| Divers droite                      | DVD   | 6    |
| Président du conseil général       |       |      |
| Michel Berson (PS)                 |       |      |

## Résultats à l’échelle du département

### Répartition politique des résultats
Répartition départementale des résultats (2e tour).
- PCF (9,07 %)
- PS (46,66 %)
- UDF (1,56 %)
- DVD (17,23 %)
- UMP (23,36 %)
- FN (2,12 %)

| Étiquette      | Étiquette                          | Premier tour | Premier tour | Second tour | Second tour | Sièges |
| Étiquette      | Étiquette                          | Voix         | %            | Voix        | %           | Sièges |
| -------------- | ---------------------------------- | ------------ | ------------ | ----------- | ----------- | ------ |
|                | Parti socialiste                   | 59 652       | 30,24        | 83 846      | 46,56       | 11     |
|                | Parti communiste français          | 15 914       | 8,07         | 16 689      | 9,27        | 3      |
|                | Divers gauche                      | 12 255       | 6,21         | 0           | 0,00        | 1      |
|                | Les Verts                          | 9 505        | 4,82         |             |             |        |
|                | Extrême gauche                     | 6 279        | 3,18         |             |             |        |
|                | Parti radical de gauche            | 379          | 0,19         |             |             |        |
| Gauche         | Gauche                             | 103 984      | 52,71        | 100 535     | 55,83       | 15     |
|                |                                    |              |              |             |             |        |
|                | Union pour un mouvement populaire  | 36 957       | 18,74        | 41 977      | 23,31       | 4      |
|                | Divers droite                      | 28 170       | 14,28        | 30 957      | 17,19       | 2      |
|                | Front national                     | 22 123       | 11,22        | 3 811       | 2,12        | 0      |
|                | Union pour la démocratie française | 4 867        | 2,47         | 2 806       | 1,56        | 0      |
|                | Extrême droite                     | 454          | 0,23         |             |             |        |
| Droite         | Droite                             | 92 571       | 46,94        | 79 551      | 44,18       | 6      |
|                |                                    |              |              |             |             |        |
|                | Divers                             | 698          | 0,35         |             |             |        |
|                |                                    |              |              |             |             |        |
| Inscrits       | Inscrits                           | 322 884      | 100,00       | 288 960     | 100,00      |        |
| Abstention     | Abstention                         | 119 353      | 36,96        | 97 750      | 33,83       |        |
| Votants        | Votants                            | 203 530      | 63,04        | 191 210     | 66,17       |        |
| Blancs et nuls | Blancs et nuls                     | 6 277        | 3,08         | 11 124      | 5,82        |        |
| Exprimés       | Exprimés                           | 197 253      | 96,92        | 180 086     | 94,18       |        |

### Résultats en nombre de sièges
| Groupes | Groupes                            | Sièges précédents | Nouveaux élus | Évolution       |
| ------- | ---------------------------------- | ----------------- | ------------- | --------------- |
|         | Communistes                        | 4                 | 3             | en diminution   |
|         | Divers droite                      | 6                 | 7             | en augmentation |
|         | Divers gauche                      | 2                 | 2             | en stagnation   |
|         | Parti socialiste                   | 18                | 17            | en diminution   |
|         | Rassemblement pour la République   | 6                 | 0             | [ Note 1 ]      |
|         | Union pour la démocratie française | 5                 | 0             | [ Note 1 ]      |
|         | Union pour un mouvement populaire  | 0                 | 12            | [ Note 1 ]      |
|         | Verts                              | 1                 | 1             | en stagnation   |

### Assemblée départementale à l’issue des élections

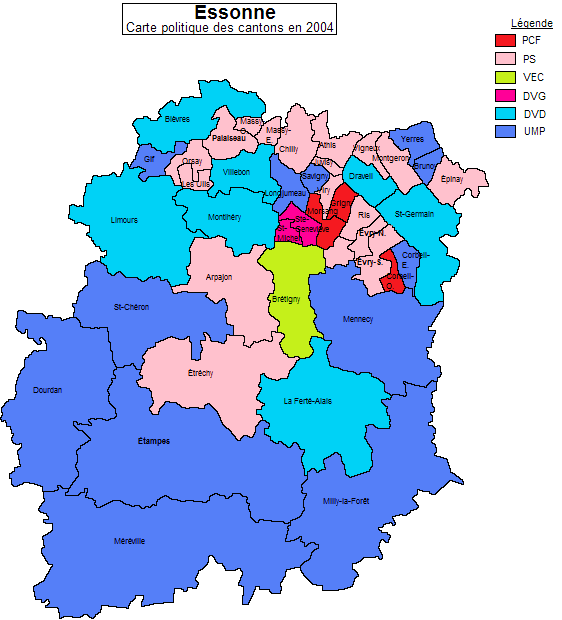
Répartition géographique et politique des conseillers généraux de l’Essonne en 2004.

Après les élections, le conseil général de l'Essonne était présidé par le socialiste Michel Berson, à la tête d’une majorité socialiste amoindrie, d’un groupe communiste réduit et d’un groupe Verts stagnant, face à une opposition renforcée composée d’élus UMP regroupant les anciens élus RPR et UDF, et d’un groupe divers droite renforcé mais disparate.
| Parti                             | Sigle | Élus |
| --------------------------------- | ----- | ---- |
| Majorité (23 sièges)              |       |      |
| Parti socialiste                  | PS    | 17   |
| Parti communiste français         | PCF   | 3    |
| Divers gauche                     | DVG   | 2    |
| Europe Écologie Les Verts         | EELV  | 1    |
| Opposition (19 sièges)            |       |      |
| Union pour un mouvement populaire | UMP   | 12   |
| Divers droite                     | DVD   | 7    |
| Président du conseil général      |       |      |
| Michel Berson (PS)                |       |      |

## Résultats par canton

### Canton d'Arpajon
- Conseiller général sortant dans le canton d'Arpajon : Monique Goguelat (PS)
- Conseiller général élu dans le canton d’Arpajon : Monique Goguelat (PS)

| Candidats      | Candidats          | Parti          | Premier tour | Premier tour | Second tour | Second tour |
| Candidats      | Candidats          | Parti          | Voix         | %            | Voix        | %           |
| -------------- | ------------------ | -------------- | ------------ | ------------ | ----------- | ----------- |
|                | Monique Goguelat   | PS             | 5 339        | 35,66        | 8 213       | 52,07       |
|                | Philippe Le Fol    | DVD            | 5 263        | 35,15        | 7 559       | 47,93       |
|                | Jacques Met        | FN             | 1 975        | 13,19        |             |             |
|                | Didier Delpeyrou   | Verts          | 1 080        | 7,21         |             |             |
|                | Jean Saint-Étienne | PCF            | 907          | 6,06         |             |             |
|                | Giovanni Azzalin   | EXG            | 407          | 2,72         |             |             |
|                |                    |                |              |              |             |             |
| Inscrits       | Inscrits           | Inscrits       | 24 524       | 100,00       | 24 594      | 100,00      |
| Abstentions    | Abstentions        | Abstentions    | 9 109        | 37,14        | 8 170       | 33,22       |
| Votants        | Votants            | Votants        | 15 415       | 62,86        | 16 424      | 66,78       |
| Blancs et nuls | Blancs et nuls     | Blancs et nuls | 444          | 2,88         | 652         | 3,97        |
| Exprimés       | Exprimés           | Exprimés       | 14 971       | 97,12        | 15 772      | 96,03       |

### Canton d'Athis-Mons
- Conseiller général sortant dans le canton d'Athis-Mons : Patrice Sac (PS)
- Conseiller général élu dans le canton d’Athis-Mons : Patrice Sac (PS)

| Candidats      | Candidats              | Parti          | Premier tour | Premier tour | Second tour | Second tour |
| Candidats      | Candidats              | Parti          | Voix         | %            | Voix        | %           |
| -------------- | ---------------------- | -------------- | ------------ | ------------ | ----------- | ----------- |
|                | Patrice Sac            | PS             | 3 948        | 33,59        | 7 773       | 67,10       |
|                | Bernard Pinguet        | FN             | 1 942        | 16,52        | 3 811       | 32,90       |
|                | Christine Rodier       | DVD            | 1 813        | 15,42        |             |             |
|                | Jacques Gering         | UMP            | 1 632        | 13,88        |             |             |
|                | Pascal Denis           | Verts          | 901          | 7,66         |             |             |
|                | Bruno Burdet-Burdillon | PCF            | 637          | 5,42         |             |             |
|                | Thierry Auriat         | EXD            | 297          | 2,53         |             |             |
|                | Marc Hocquet           | EXG            | 289          | 2,46         |             |             |
|                | Michel Martinez        | DVD            | 169          | 1,44         |             |             |
|                | Mayer Nakache          | DVG            | 127          | 1,08         |             |             |
|                |                        |                |              |              |             |             |
| Inscrits       | Inscrits               | Inscrits       | 20 592       | 100,00       | 20 593      | 100,00      |
| Abstentions    | Abstentions            | Abstentions    | 8 408        | 40,83        | 7 627       | 37,04       |
| Votants        | Votants                | Votants        | 12 184       | 59,17        | 12 966      | 62,96       |
| Blancs et nuls | Blancs et nuls         | Blancs et nuls | 429          | 3,52         | 1 382       | 10,66       |
| Exprimés       | Exprimés               | Exprimés       | 11 755       | 96,48        | 11 584      | 89,34       |

### Canton de Chilly-Mazarin
- Conseiller général sortant dans le canton de Chilly-Mazarin : Gérard Funès (PS)
- Conseiller général élu dans le canton de Chilly-Mazarin : Gérard Funès (PS)

| Candidats      | Candidats           | Parti          | Premier tour | Premier tour | Second tour | Second tour |
| Candidats      | Candidats           | Parti          | Voix         | %            | Voix        | %           |
| -------------- | ------------------- | -------------- | ------------ | ------------ | ----------- | ----------- |
|                | Gérard Funès        | PS             | 6 309        | 49,11        | 8 289       | 63,54       |
|                | Richard Trinquier   | UMP            | 3 009        | 23,42        | 4 757       | 36,46       |
|                | Gérard Menneteau    | FN             | 1 449        | 11,28        |             |             |
|                | Cédric Morgantini   | UDF            | 833          | 6,48         |             |             |
|                | Annette Richard     | PCF            | 349          | 2,72         |             |             |
|                | Henrique Pinto      | Verts          | 508          | 3,95         |             |             |
|                | Pierre Spinosa      | EXG            | 210          | 1,63         |             |             |
|                | Christine Delabarre | PRG            | 98           | 0,76         |             |             |
|                | Christian Daniel    | DVG            | 82           | 0,64         |             |             |
|                |                     |                |              |              |             |             |
| Inscrits       | Inscrits            | Inscrits       | 21 330       | 100,00       | 21 328      | 100,00      |
| Abstentions    | Abstentions         | Abstentions    | 8 170        | 38,30        | 7 706       | 36,13       |
| Votants        | Votants             | Votants        | 13 160       | 61,70        | 13 622      | 63,87       |
| Blancs et nuls | Blancs et nuls      | Blancs et nuls | 313          | 2,38         | 576         | 4,23        |
| Exprimés       | Exprimés            | Exprimés       | 12 847       | 97,62        | 13 046      | 95,77       |

### Canton de Corbeil-Essonnes-Ouest
- Conseiller général sortant dans le canton de Corbeil-Essonnes-Ouest : Bruno Piriou (PCF)
- Conseiller général élu dans le canton de Corbeil-Essonnes-Ouest : Bruno Piriou (PCF)

| Candidats      | Candidats         | Parti          | Premier tour | Premier tour | Second tour | Second tour |
| Candidats      | Candidats         | Parti          | Voix         | %            | Voix        | %           |
| -------------- | ----------------- | -------------- | ------------ | ------------ | ----------- | ----------- |
|                | Bruno Piriou      | PCF            | 1 764        | 27,15        | 4 364       | 64,94       |
|                | Serge Dantu       | DVD            | 1 432        | 22,04        | 2 356       | 35,06       |
|                | Carlos Da Silva   | PS             | 1 428        | 21,98        | Retrait     | Retrait     |
|                | Michel Mansuy     | FN             | 852          | 13,11        |             |             |
|                | Franck Ruimi      | DVG            | 305          | 4,69         |             |             |
|                | Jacques Picard    | Verts          | 295          | 4,54         |             |             |
|                | Khier Saadi       | DVD            | 214          | 3,29         |             |             |
|                | Joëlle Venot      | EXG            | 166          | 2,55         |             |             |
|                | François Risacher | EXG            | 42           | 0,65         |             |             |
|                |                   |                |              |              |             |             |
| Inscrits       | Inscrits          | Inscrits       | 10 951       | 100,00       | 10 974      | 100,00      |
| Abstentions    | Abstentions       | Abstentions    | 4 234        | 38,66        | 3 883       | 35,38       |
| Votants        | Votants           | Votants        | 6 717        | 61,34        | 7 091       | 64,62       |
| Blancs et nuls | Blancs et nuls    | Blancs et nuls | 219          | 3,26         | 371         | 5,23        |
| Exprimés       | Exprimés          | Exprimés       | 6 498        | 96,74        | 6 720       | 94,77       |

### Canton de Dourdan
- Conseiller général sortant dans le canton de Dourdan : Joël Chardine (PS)
- Conseiller général élu dans le canton de Dourdan : Dominique Écharoux (UMP)

| Candidats      | Candidats          | Parti          | Premier tour | Premier tour | Second tour | Second tour |
| Candidats      | Candidats          | Parti          | Voix         | %            | Voix        | %           |
| -------------- | ------------------ | -------------- | ------------ | ------------ | ----------- | ----------- |
|                | Dominique Écharoux | UMP            | 2 337        | 36,12        | 3 481       | 52,43       |
|                | Brigitte Zins      | PS             | 1 918        | 29,64        | 3 158       | 47,57       |
|                | Laurence Bonzani   | Verts          | 840          | 12,98        |             |             |
|                | Marc Frances       | FN             | 737          | 11,39        |             |             |
|                | Jean-Paul Delaune  | DVD            | 204          | 3,15         |             |             |
|                | Alain L’Haridon    | PCF            | 194          | 3,00         |             |             |
|                | Germain Langlois   | EXG            | 165          | 2,55         |             |             |
|                | Damien Mariller    | DVG            | 75           | 1,16         |             |             |
|                |                    |                |              |              |             |             |
| Inscrits       | Inscrits           | Inscrits       | 10 062       | 100,00       | 10 060      | 100,00      |
| Abstentions    | Abstentions        | Abstentions    | 3 371        | 33,50        | 3 069       | 30,51       |
| Votants        | Votants            | Votants        | 6 691        | 66,50        | 6 991       | 69,49       |
| Blancs et nuls | Blancs et nuls     | Blancs et nuls | 221          | 3,30         | 352         | 5,04        |
| Exprimés       | Exprimés           | Exprimés       | 6 470        | 96,70        | 6 639       | 94,96       |

### Canton de Draveil
- Conseiller général sortant dans le canton de Draveil : Geneviève Izard-Lebourg (DVD)
- Conseiller général élu dans le canton de Draveil : Geneviève Izard-Lebourg (DVD)

| Candidats      | Candidats                 | Parti          | Premier tour | Premier tour | Second tour | Second tour |
| Candidats      | Candidats                 | Parti          | Voix         | %            | Voix        | %           |
| -------------- | ------------------------- | -------------- | ------------ | ------------ | ----------- | ----------- |
|                | Geneviève Izard-Lebourg   | DVD            | 4 399        | 41,24        | 6 138       | 55,02       |
|                | Marie-Yvonne Oizan-Chapon | PS             | 2 688        | 25,20        | 5 018       | 44,98       |
|                | Jean-François Loison      | FN             | 1 102        | 10,33        |             |             |
|                | Michel Gruber             | Verts          | 1 120        | 10,50        |             |             |
|                | Jean-Pascal Bonsignore    | PCF            | 684          | 6,41         |             |             |
|                | Monique Leborgne          | EXG            | 269          | 2,52         |             |             |
|                | Jean-Marc Allouche        | EXG            | 225          | 2,11         |             |             |
|                | Michèle Reubrecht         | DVG            | 180          | 1,69         |             |             |
|                |                           |                |              |              |             |             |
| Inscrits       | Inscrits                  | Inscrits       | 17 324       | 100,00       | 17 324      | 100,00      |
| Abstentions    | Abstentions               | Abstentions    | 6 372        | 36,78        | 5 762       | 33,26       |
| Votants        | Votants                   | Votants        | 10 952       | 63,22        | 11 562      | 66,74       |
| Blancs et nuls | Blancs et nuls            | Blancs et nuls | 285          | 2,60         | 406         | 3,51        |
| Exprimés       | Exprimés                  | Exprimés       | 10 667       | 97,40        | 11 156      | 96,49       |

### Canton d'Épinay-sous-Sénart
- Conseiller général sortant dans le canton d'Épinay-sous-Sénart : Richard Messina (PS)
- Conseiller général élu dans le canton d’Épinay-sous-Sénart : Richard Messina (PS)

| Candidats      | Candidats            | Parti          | Premier tour | Premier tour | Second tour | Second tour |
| Candidats      | Candidats            | Parti          | Voix         | %            | Voix        | %           |
| -------------- | -------------------- | -------------- | ------------ | ------------ | ----------- | ----------- |
|                | Richard Messina      | PS             | 3 611        | 37,71        | 5 656       | 56,42       |
|                | David Nadeau         | UMP            | 2 551        | 26,64        | 4 368       | 43,58       |
|                | Jean-Paul Legangneux | FN             | 1 119        | 11,69        |             |             |
|                | Hélène Borel         | Verts          | 730          | 7,62         |             |             |
|                | Alain Bouton         | DVG            | 716          | 7,48         |             |             |
|                | Isabelle Voisin      | PCF            | 446          | 4,66         |             |             |
|                | Roland Jo            | EXG            | 275          | 2,87         |             |             |
|                | Michel Duplaa        | DVG            | 128          | 1,34         |             |             |
|                |                      |                |              |              |             |             |
| Inscrits       | Inscrits             | Inscrits       | 15 967       | 100,00       | 15 968      | 100,00      |
| Abstentions    | Abstentions          | Abstentions    | 6 112        | 38,28        | 5 443       | 34,09       |
| Votants        | Votants              | Votants        | 9 855        | 61,72        | 10 525      | 65,91       |
| Blancs et nuls | Blancs et nuls       | Blancs et nuls | 279          | 2,83         | 501         | 4,76        |
| Exprimés       | Exprimés             | Exprimés       | 9 576        | 97,17        | 10 024      | 95,24       |

### Canton d'Étréchy
- Conseiller général sortant dans le canton d'Étréchy : Claire-Lise Campion (PS)
- Conseiller général élu dans le canton d’Étréchy : Claire-Lise Campion (PS)

| Candidats      | Candidats              | Parti          | Premier tour | Premier tour | Second tour | Second tour |
| Candidats      | Candidats              | Parti          | Voix         | %            | Voix        | %           |
| -------------- | ---------------------- | -------------- | ------------ | ------------ | ----------- | ----------- |
|                | Claire-Lise Campion    | PS             | 4 234        | 46,65        | 5 338       | 57,12       |
|                | Denis Meunier          | DVD            | 1 989        | 21,91        | 4 007       | 42,88       |
|                | Marylène Estier        | UDF            | 1 198        | 13,20        |             |             |
|                | Brigitte Dutey-Harispe | FN             | 1 138        | 12,54        |             |             |
|                | Max Kerkar             | EXG            | 296          | 3,26         |             |             |
|                | Pierrette Cuzange      | EXG            | 221          | 2,43         |             |             |
|                |                        |                |              |              |             |             |
| Inscrits       | Inscrits               | Inscrits       | 14 330       | 100,00       | 14 331      | 100,00      |
| Abstentions    | Abstentions            | Abstentions    | 4 862        | 33,93        | 4 477       | 31,24       |
| Votants        | Votants                | Votants        | 9 468        | 66,07        | 9 854       | 68,76       |
| Blancs et nuls | Blancs et nuls         | Blancs et nuls | 392          | 4,14         | 509         | 5,17        |
| Exprimés       | Exprimés               | Exprimés       | 9 076        | 95,86        | 9 345       | 95,83       |

### Canton d'Évry-Sud
- Conseiller général sortant dans le canton d'Évry-Sud : Francis Chouat (PS)
- Conseiller général élu dans le canton d’Évry-Sud : Francis Chouat (PS)

| Candidats      | Candidats           | Parti          | Premier tour | Premier tour | Second tour | Second tour |
| Candidats      | Candidats           | Parti          | Voix         | %            | Voix        | %           |
| -------------- | ------------------- | -------------- | ------------ | ------------ | ----------- | ----------- |
|                | Francis Chouat      | PS             | 5 055        | 38,75        | 7 872       | 58,23       |
|                | Jean Hartz          | UMP            | 3 983        | 30,53        | 5 646       | 41,77       |
|                | Christian Champagne | FN             | 1 472        | 11,28        |             |             |
|                | Hervé Pérard        | Verts          | 1 006        | 7,71         |             |             |
|                | Patricia Nbimbi     | PCF            | 481          | 3,69         |             |             |
|                | Francis Couvidat    | EXG            | 416          | 3,19         |             |             |
|                | David Clément       | DVD            | 226          | 1,73         |             |             |
|                | Azzedine Seridji    | DVG            | 221          | 1,69         |             |             |
|                | Colette Laplanche   | EXG            | 186          | 1,43         |             |             |
|                |                     |                |              |              |             |             |
| Inscrits       | Inscrits            | Inscrits       | 22 243       | 100,00       | 22 244      | 100,00      |
| Abstentions    | Abstentions         | Abstentions    | 8 735        | 39,27        | 8 050       | 36,19       |
| Votants        | Votants             | Votants        | 13 508       | 60,73        | 14 194      | 63,81       |
| Blancs et nuls | Blancs et nuls      | Blancs et nuls | 462          | 3,42         | 676         | 4,76        |
| Exprimés       | Exprimés            | Exprimés       | 13 046       | 96,58        | 13 518      | 95,24       |

### Canton de Gif-sur-Yvette
- Conseiller général sortant dans le canton de Gif-sur-Yvette : Louis Sangouard (PS)
- Conseiller général élu dans le canton de Gif-sur-Yvette : Michel Bournat (UMP)

| Candidats      | Candidats           | Parti          | Premier tour | Premier tour |
| Candidats      | Candidats           | Parti          | Voix         | %            |
| -------------- | ------------------- | -------------- | ------------ | ------------ |
|                | Michel Bournat      | UMP            | 5 062        | 50,87        |
|                | Frédéric Trouttet   | PS             | 3 692        | 37,10        |
|                | François Romain     | DVG            | 449          | 4,51         |
|                | Michel Raffenne     | FN             | 442          | 4,44         |
|                | Steffen Berthommier | EXG            | 187          | 1,88         |
|                | Irène Lavignolle    | EXG            | 119          | 1,20         |
|                |                     |                |              |              |
| Inscrits       | Inscrits            | Inscrits       | 15 294       | 100,00       |
| Abstentions    | Abstentions         | Abstentions    | 5 075        | 33,18        |
| Votants        | Votants             | Votants        | 10 219       | 66,82        |
| Blancs et nuls | Blancs et nuls      | Blancs et nuls | 268          | 2,62         |
| Exprimés       | Exprimés            | Exprimés       | 9 951        | 97,38        |

### Canton de Grigny
- Conseiller général sortant dans le canton de Grigny : Claude Vazquez (PCF)
- Conseiller général élu dans le canton de Grigny : Claude Vazquez (PCF)

| Candidats      | Candidats            | Parti          | Premier tour | Premier tour | Second tour | Second tour |
| Candidats      | Candidats            | Parti          | Voix         | %            | Voix        | %           |
| -------------- | -------------------- | -------------- | ------------ | ------------ | ----------- | ----------- |
|                | Claude Vazquez       | PCF            | 2 056        | 42,59        | 3 375       | 100,00      |
|                | Fatima Ogbi          | PS             | 1 010        | 20,92        | Retrait     | Retrait     |
|                | Jean-Pierre Noël     | FN             | 737          | 15,27        |             |             |
|                | Serge Gaubier        | UDF            | 666          | 13,80        |             |             |
|                | Zeina Bouzid         | Verts          | 182          | 3,77         |             |             |
|                | Françoise Le Hiritte | EXG            | 176          | 3,65         |             |             |
|                |                      |                |              |              |             |             |
| Inscrits       | Inscrits             | Inscrits       | 9 467        | 100,00       | 9 467       | 100,00      |
| Abstentions    | Abstentions          | Abstentions    | 4 452        | 47,03        | 4 389       | 46,36       |
| Votants        | Votants              | Votants        | 5 015        | 52,97        | 5 078       | 53,64       |
| Blancs et nuls | Blancs et nuls       | Blancs et nuls | 188          | 3,75         | 1 703       | 33,54       |
| Exprimés       | Exprimés             | Exprimés       | 4 827        | 96,25        | 3 375       | 66,46       |

### Canton de Juvisy-sur-Orge
- Conseiller général sortant dans le canton de Juvisy-sur-Orge : Étienne Chaufour (PS)
- Conseiller général élu dans le canton de Juvisy-sur-Orge : Étienne Chaufour (PS)

| Candidats      | Candidats            | Parti          | Premier tour | Premier tour | Second tour | Second tour |
| Candidats      | Candidats            | Parti          | Voix         | %            | Voix        | %           |
| -------------- | -------------------- | -------------- | ------------ | ------------ | ----------- | ----------- |
|                | Étienne Chaufour     | PS             | 2 986        | 36,80        | 4 562       | 54,32       |
|                | Charley Josquin      | UMP            | 2 157        | 26,58        | 3 836       | 45,68       |
|                | Jean-Paul Molitor    | FN             | 1 149        | 14,16        |             |             |
|                | Marc Sagetat         | Verts          | 612          | 7,54         |             |             |
|                | Jean-Claude Maquinay | DVD            | 466          | 5,74         |             |             |
|                | Michèle Grossain     | PCF            | 418          | 5,15         |             |             |
|                | Frédéric Castello    | EXG            | 237          | 2,92         |             |             |
|                | Jacques Borie        | PRG            | 89           | 1,10         |             |             |
|                |                      |                |              |              |             |             |
| Inscrits       | Inscrits             | Inscrits       | 12 955       | 100,00       | 12 956      | 100,00      |
| Abstentions    | Abstentions          | Abstentions    | 4 612        | 35,60        | 4 152       | 32,05       |
| Votants        | Votants              | Votants        | 8 343        | 64,40        | 8 804       | 67,95       |
| Blancs et nuls | Blancs et nuls       | Blancs et nuls | 229          | 2,74         | 406         | 4,61        |
| Exprimés       | Exprimés             | Exprimés       | 8 114        | 97,26        | 8 398       | 95,39       |

### Canton de Massy-Est
- Conseiller général sortant dans le canton de Massy-Est : Jérôme Guedj (PS)
- Conseiller général élu dans le canton de Massy-Est : Jérôme Guedj (PS)

| Candidats      | Candidats                | Parti          | Premier tour | Premier tour | Second tour | Second tour |
| Candidats      | Candidats                | Parti          | Voix         | %            | Voix        | %           |
| -------------- | ------------------------ | -------------- | ------------ | ------------ | ----------- | ----------- |
|                | Jérôme Guedj             | PS             | 2 492        | 40,51        | 3 713       | 56,96       |
|                | Édith Danielou           | UDF            | 1 955        | 31,78        | 2 806       | 43,04       |
|                | Henriette Martin         | FN             | 609          | 9,90         |             |             |
|                | Philippe Bernardin       | Verts          | 398          | 6,47         |             |             |
|                | Thierry Doulaud          | PCF            | 269          | 4,37         |             |             |
|                | Jacques Paillet          | DVD            | 173          | 2,81         |             |             |
|                | Jean-Philippe Roy        | EXG            | 144          | 2,34         |             |             |
|                | Marc Sauterey            | EXG            | 57           | 0,93         |             |             |
|                | François-Xavier Perrault | PRG            | 55           | 0,89         |             |             |
|                |                          |                |              |              |             |             |
| Inscrits       | Inscrits                 | Inscrits       | 10 001       | 100,00       | 10 102      | 100,00      |
| Abstentions    | Abstentions              | Abstentions    | 3 657        | 36,57        | 3 314       | 32,81       |
| Votants        | Votants                  | Votants        | 6 344        | 63,43        | 6 788       | 67,19       |
| Blancs et nuls | Blancs et nuls           | Blancs et nuls | 192          | 3,03         | 269         | 3,96        |
| Exprimés       | Exprimés                 | Exprimés       | 6 152        | 96,97        | 6 519       | 96,04       |

### Canton de Massy-Ouest
- Conseiller général sortant dans le canton de Massy-Ouest : Jean-Luc Mélenchon (PS)
- Conseiller général élu dans le canton de Massy-Ouest : Marie-Pierre Oprandi (PS)

| Candidats      | Candidats            | Parti          | Premier tour | Premier tour | Second tour | Second tour |
| Candidats      | Candidats            | Parti          | Voix         | %            | Voix        | %           |
| -------------- | -------------------- | -------------- | ------------ | ------------ | ----------- | ----------- |
|                | Vincent Delahaye     | DVD            | 3 147        | 44,87        | 3 659       | 48,26       |
|                | Marie-Pierre Oprandi | PS             | 2 616        | 37,30        | 3 923       | 51,74       |
|                | Claudine Bourhis     | Verts          | 544          | 7,76         |             |             |
|                | Jean-Pierre Paint    | PCF            | 303          | 4,32         |             |             |
|                | Didier Paxion        | EXG            | 189          | 2,69         |             |             |
|                | Philippe Gautreau    | DVG            | 126          | 1,80         |             |             |
|                | Jacques Veillon      | EXG            | 89           | 1,27         |             |             |
|                |                      |                |              |              |             |             |
| Inscrits       | Inscrits             | Inscrits       | 11 086       | 100,00       | 11 088      | 100,00      |
| Abstentions    | Abstentions          | Abstentions    | 3 869        | 34,90        | 3 320       | 29,94       |
| Votants        | Votants              | Votants        | 7 217        | 65,10        | 7 768       | 70,06       |
| Blancs et nuls | Blancs et nuls       | Blancs et nuls | 203          | 2,81         | 186         | 2,39        |
| Exprimés       | Exprimés             | Exprimés       | 7 014        | 97,19        | 7 582       | 97,61       |

### Canton de Méréville
- Conseiller général sortant dans le canton de Méréville : Philippe Allaire (UDF)
- Conseiller général élu dans le canton de Méréville : Franck Marlin (UMP)

| Candidats      | Candidats         | Parti          | Premier tour | Premier tour | Second tour | Second tour |
| Candidats      | Candidats         | Parti          | Voix         | %            | Voix        | %           |
| -------------- | ----------------- | -------------- | ------------ | ------------ | ----------- | ----------- |
|                | Franck Marlin     | UMP            | 1 786        | 28,30        | 3 412       | 53,82       |
|                | Patrice Chauveau  | PCF            | 1 251        | 19,82        | 2 928       | 46,18       |
|                | Louis Auroux      | DVD            | 926          | 14,67        |             |             |
|                | Michèle Sakoschek | FN             | 837          | 13,26        |             |             |
|                | Philippe Allaire  | UMP            | 874          | 13,85        |             |             |
|                | Hervé Laporte     | Verts          | 405          | 6,42         |             |             |
|                | Alain Chapeau     | EXG            | 165          | 2,61         |             |             |
|                | Régis Orient      | EXD            | 68           | 1,08         |             |             |
|                |                   |                |              |              |             |             |
| Inscrits       | Inscrits          | Inscrits       | 9 898        | 100,00       | 9 899       | 100,00      |
| Abstentions    | Abstentions       | Abstentions    | 3 371        | 34,06        | 3 092       | 31,24       |
| Votants        | Votants           | Votants        | 6 527        | 65,94        | 6 807       | 68,76       |
| Blancs et nuls | Blancs et nuls    | Blancs et nuls | 215          | 3,29         | 467         | 6,86        |
| Exprimés       | Exprimés          | Exprimés       | 6 312        | 96,71        | 6 340       | 93,14       |

### Canton de Milly-la-Forêt
- Conseiller général sortant dans le canton de Milly-la-Forêt : Jean-Jacques Boussaingault (RPR)
- Conseiller général élu dans le canton de Milly-la-Forêt : Jean-Jacques Boussaingault (UMP)

| Candidats      | Candidats                  | Parti          | Premier tour | Premier tour | Second tour | Second tour |
| Candidats      | Candidats                  | Parti          | Voix         | %            | Voix        | %           |
| -------------- | -------------------------- | -------------- | ------------ | ------------ | ----------- | ----------- |
|                | Jean-Jacques Boussaingault | UMP            | 2 803        | 43,30        | 4 085       | 62,40       |
|                | Martine Stehlin            | PS             | 1 473        | 22,76        | 2 461       | 37,60       |
|                | Gaëtan de Fresnoye         | FN             | 821          | 12,68        |             |             |
|                | Daniel Bourgeois           | DVD            | 796          | 12,30        |             |             |
|                | Anne-Christine Poisson     | DVD            | 277          | 4,28         |             |             |
|                | Élisabeth Holuigue         | EXG            | 194          | 3,00         |             |             |
|                | Serge Bathendier           | DVG            | 109          | 1,68         |             |             |
|                |                            |                |              |              |             |             |
| Inscrits       | Inscrits                   | Inscrits       | 10 135       | 100,00       | 10 135      | 100,00      |
| Abstentions    | Abstentions                | Abstentions    | 3 424        | 33,78        | 3 209       | 31,66       |
| Votants        | Votants                    | Votants        | 6 711        | 66,22        | 6 926       | 68,34       |
| Blancs et nuls | Blancs et nuls             | Blancs et nuls | 238          | 3,55         | 380         | 5,49        |
| Exprimés       | Exprimés                   | Exprimés       | 6 473        | 96,45        | 6 546       | 94,51       |

### Canton de Montlhéry
- Conseiller général sortant dans le canton de Montlhéry : François Pelletant (DVD)
- Conseiller général élu dans le canton de Montlhéry : François Pelletant (DVD)

| Candidats      | Candidats           | Parti          | Premier tour | Premier tour | Second tour | Second tour |
| Candidats      | Candidats           | Parti          | Voix         | %            | Voix        | %           |
| -------------- | ------------------- | -------------- | ------------ | ------------ | ----------- | ----------- |
|                | Delphine Antonetti  | PS             | 4 220        | 30,38        | 6 917       | 48,87       |
|                | François Pelletant  | DVD            | 4 096        | 29,48        | 7 227       | 51,06       |
|                | François Frontera   | DVD            | 2 780        | 20,01        | 11          | 0,08        |
|                | Cyrille Kehl        | FN             | 1 497        | 10,78        |             |             |
|                | Françoise Goissede  | PCF            | 515          | 3,71         |             |             |
|                | Stéphane Colombelli | DVG            | 468          | 3,37         |             |             |
|                | Soued Tabet-Aoul    | EXG            | 317          | 2,28         |             |             |
|                |                     |                |              |              |             |             |
| Inscrits       | Inscrits            | Inscrits       | 22 253       | 100,00       | 22 258      | 100,00      |
| Abstentions    | Abstentions         | Abstentions    | 7 898        | 35,49        | 7 251       | 32,58       |
| Votants        | Votants             | Votants        | 14 355       | 64,51        | 15 007      | 67,42       |
| Blancs et nuls | Blancs et nuls      | Blancs et nuls | 462          | 3,22         | 852         | 5,68        |
| Exprimés       | Exprimés            | Exprimés       | 13 893       | 96,78        | 14 155      | 94,32       |

### Canton de Morsang-sur-Orge
- Conseiller général sortant dans le canton de Morsang-sur-Orge : Marjolaine Rauze (PCF)
- Conseiller général élu dans le canton de Morsang-sur-Orge : Marjolaine Rauze (PCF)

| Candidats      | Candidats                | Parti          | Premier tour | Premier tour | Second tour | Second tour |
| Candidats      | Candidats                | Parti          | Voix         | %            | Voix        | %           |
| -------------- | ------------------------ | -------------- | ------------ | ------------ | ----------- | ----------- |
|                | Marjolaine Rauze         | PCF            | 3 331        | 37,99        | 5 622       | 62,84       |
|                | Laurence Gaudin          | UMP            | 2 009        | 22,91        | 3 325       | 37,16       |
|                | Marie-Christine Carvalho | PS             | 1 421        | 16,20        |             |             |
|                | René Delmas              | FN             | 1 262        | 14,39        |             |             |
|                | Jean-Michel Gognet       | Verts          | 507          | 5,78         |             |             |
|                | Patrick Ciuti            | EXG            | 150          | 1,71         |             |             |
|                | Farid Diab               | DVD            | 89           | 1,01         |             |             |
|                |                          |                |              |              |             |             |
| Inscrits       | Inscrits                 | Inscrits       | 14 952       | 100,00       | 14 941      | 100,00      |
| Abstentions    | Abstentions              | Abstentions    | 5 906        | 39,50        | 5 516       | 36,92       |
| Votants        | Votants                  | Votants        | 9 046        | 60,50        | 9 425       | 63,08       |
| Blancs et nuls | Blancs et nuls           | Blancs et nuls | 277          | 3,06         | 478         | 5,07        |
| Exprimés       | Exprimés                 | Exprimés       | 8 769        | 96,94        | 8 947       | 94,93       |

### Canton d'Orsay
- Conseiller général sortant dans le canton d'Orsay : Françoise Parcollet (PS)
- Conseiller général élu dans le canton d’Orsay : David Ros (PS)

| Candidats      | Candidats               | Parti          | Premier tour | Premier tour | Second tour | Second tour |
| Candidats      | Candidats               | Parti          | Voix         | %            | Voix        | %           |
| -------------- | ----------------------- | -------------- | ------------ | ------------ | ----------- | ----------- |
|                | Marie-Hélène Aubry      | UMP            | 4 132        | 36,46        | 5 183       | 43,54       |
|                | David Ros               | PS             | 3 472        | 30,63        | 6 722       | 56,46       |
|                | Philippe Janin          | DVG            | 2 146        | 18,93        | Retrait     | Retrait     |
|                | Henri Berlenbach        | FN             | 547          | 4,83         |             |             |
|                | Dominique-Cécile Picard | PCF            | 388          | 3,42         |             |             |
|                | Michel Hoclet           | DVG            | 243          | 2,14         |             |             |
|                | Éric Barat              | EXG            | 197          | 1,74         |             |             |
|                | Michel Coquillay        | EXG            | 138          | 1,22         |             |             |
|                | Jean Baratte            | PRG            | 71           | 0,63         |             |             |
|                | Alexis Foret            | DVG            | 0            | 0,00         |             |             |
|                |                         |                |              |              |             |             |
| Inscrits       | Inscrits                | Inscrits       | 16 693       | 100,00       | 16 693      | 100,00      |
| Abstentions    | Abstentions             | Abstentions    | 5 088        | 30,48        | 4 422       | 26,49       |
| Votants        | Votants                 | Votants        | 11 605       | 69,52        | 12 271      | 73,51       |
| Blancs et nuls | Blancs et nuls          | Blancs et nuls | 271          | 2,34         | 366         | 2,98        |
| Exprimés       | Exprimés                | Exprimés       | 11 334       | 97,66        | 11 905      | 97,02       |

### Canton de Sainte-Geneviève-des-Bois
- Conseiller général sortant dans le canton de Sainte-Geneviève-des-Bois : Pierre Champion (DVG)
- Conseiller général élu dans le canton de Sainte-Geneviève-des-Bois : Pierre Champion (DVG)

| Candidats      | Candidats          | Parti          | Premier tour | Premier tour |
| Candidats      | Candidats          | Parti          | Voix         | %            |
| -------------- | ------------------ | -------------- | ------------ | ------------ |
|                | Pierre Champion    | DVG            | 6 530        | 57,32        |
|                | Henri Prévot       | UMP            | 2 354        | 20,66        |
|                | Michel de Rostolan | FN             | 1 522        | 13,36        |
|                | Philippe Mouchel   | PCF            | 521          | 4,57         |
|                | Jean Camonin       | EXG            | 280          | 2,46         |
|                | Sylvie Kondylis    | EXG            | 185          | 1,62         |
|                |                    |                |              |              |
| Inscrits       | Inscrits           | Inscrits       | 18 771       | 100,00       |
| Abstentions    | Abstentions        | Abstentions    | 6 969        | 37,13        |
| Votants        | Votants            | Votants        | 11 802       | 62,87        |
| Blancs et nuls | Blancs et nuls     | Blancs et nuls | 410          | 3,47         |
| Exprimés       | Exprimés           | Exprimés       | 11 392       | 96,53        |

### Canton de Vigneux-sur-Seine
- Conseiller général sortant dans le canton de Vigneux-sur-Seine : Lucien Lagrange (PCF)
- Conseiller général élu dans le canton de Vigneux-sur-Seine : Patrice Finel (PS)

| Candidats      | Candidats             | Parti          | Premier tour | Premier tour | Second tour | Second tour |
| Candidats      | Candidats             | Parti          | Voix         | %            | Voix        | %           |
| -------------- | --------------------- | -------------- | ------------ | ------------ | ----------- | ----------- |
|                | Serge Poinsot         | UMP            | 2 268        | 27,94        | 3 884       | 47,86       |
|                | Patrice Finel         | PS             | 1 740        | 21,44        | 4 231       | 52,14       |
|                | Jean-Michel Leterrier | PCF            | 1 400        | 17,25        |             |             |
|                | Jacqueline Andreani   | FN             | 914          | 11,26        |             |             |
|                | Gérard Courvoisier    | DVD            | 409          | 5,04         |             |             |
|                | Jean-Michel Roussel   | Verts          | 377          | 4,65         |             |             |
|                | Patrick Dubois        | DVG            | 350          | 4,31         |             |             |
|                | Ghislain Domenech     | EXG            | 213          | 2,62         |             |             |
|                | Romain Lalanne        | UDF            | 215          | 2,65         |             |             |
|                | Thierry Cuvillier     | EXD            | 89           | 1,10         |             |             |
|                | Jocelyne Selva        | EXG            | 75           | 0,92         |             |             |
|                | Françoise Arthur      | PRG            | 66           | 0,81         |             |             |
|                |                       |                |              |              |             |             |
| Inscrits       | Inscrits              | Inscrits       | 14 056       | 100,00       | 14 056      | 100,00      |
| Abstentions    | Abstentions           | Abstentions    | 5 656        | 40,24        | 5 149       | 36,63       |
| Votants        | Votants               | Votants        | 8 400        | 59,76        | 8 907       | 63,37       |
| Blancs et nuls | Blancs et nuls        | Blancs et nuls | 284          | 3,38         | 792         | 8,89        |
| Exprimés       | Exprimés              | Exprimés       | 8 116        | 96,62        | 8 115       | 91,11       |

## Pour approfondir